# Густавова линија
Густав линија била је серија немачких војних утврђења у Италији током Другог светског рата. Немци су саградили линију 1943, након инвазија Италије и њене капитулације.
Густав утврђена линија била је дуга готово 150 км, а немачке јединице су је утврдиле током лета и јесени 1943. године на најужем дијелу Апенинског полуострва, а протезала се током реке Гариљано – ријеком Рапидо – планински врх Монте Грецо – Ла Мајела – Пенапиједимонте – ток ријеке Фаро. Испред ове утврђене линије изграђена је утврђена линија кодног назива Зимска линија, а иза је била утврђена линија кодног назива Готска линија. Кључне тачке (положаји) налазиле су се око града Касина. Густав линија била је у потпуности изграђена у рововском систему чији су главни ослонци утврђени бетонски блокхаузи и преносне оклопљене челичне куполе. На свим улазима у долини били су изграђени бројни бункери од дрвета и набијене земље у пољском типу изградње, а сви бункери били су ограђени бодљикавом жицом која је била ојачана бројним минским пољима и скупинама мина. Све зграде од камена преуређене су и подешене у бункере, а свако, па и најмање насељено мјесто утврђено је у кружном систему и представљало је снажну отпорну тачку.
Око тако утврђених отпорних тачака опет су била постављена многа минска поља, много мина изненађења и још бројне запреке настале рушењем објеката путне инфраструктуре. Дакле, сви су путеви, па и пешачке стазе минирани, а на рекама су порушени сви мостови и сви путни пропусти. Да би се спречило спајање савезничких јединица које су се искрцале код Анција с јединицама које су избиле пред Касино извршено је намерно поплављивање земљишта код понтијских баруштина.
Густав линију бранило је 12 немачких дивизија, а нападала је Савезничка 15. група армија (армијски здруг) уз снажну артиљеријску и пешадијску потпору 6. америчког корпуса. Три пута су Савезничке снаге пробијале Густав линију да би је на крају пробиле уз невиђену артиљеријску и ваздухопловну потпору. Цену пробоја Савезници су платили јако скупо, из строја је избачено (мртви, рањени и нестали) 119.000 војника и официра. Битке су биле крваве и до тада најтеже на западно-европском ратишту Другог светског рата.